# Rudolf Olden

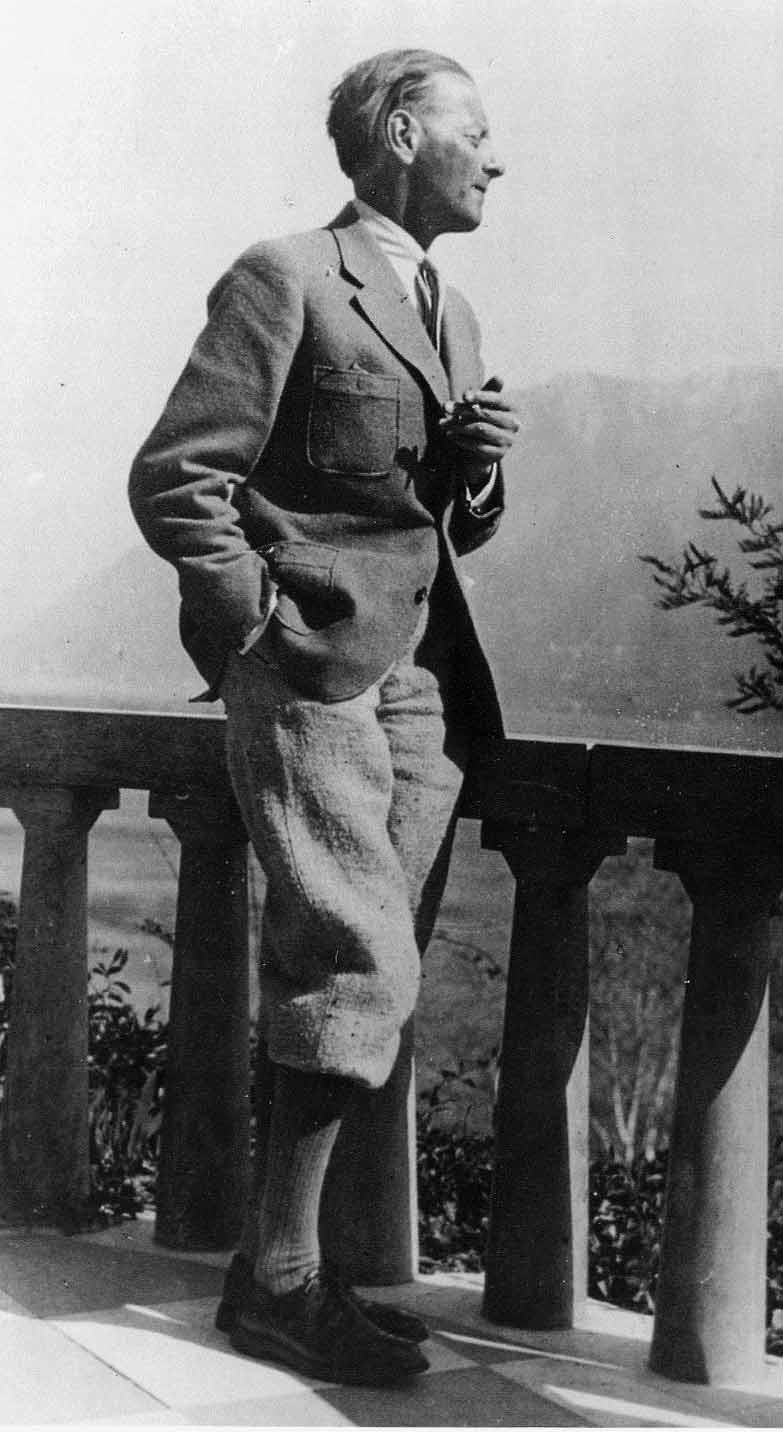
Rudolf Olden in Ascona (Anfang der 1920er-Jahre)

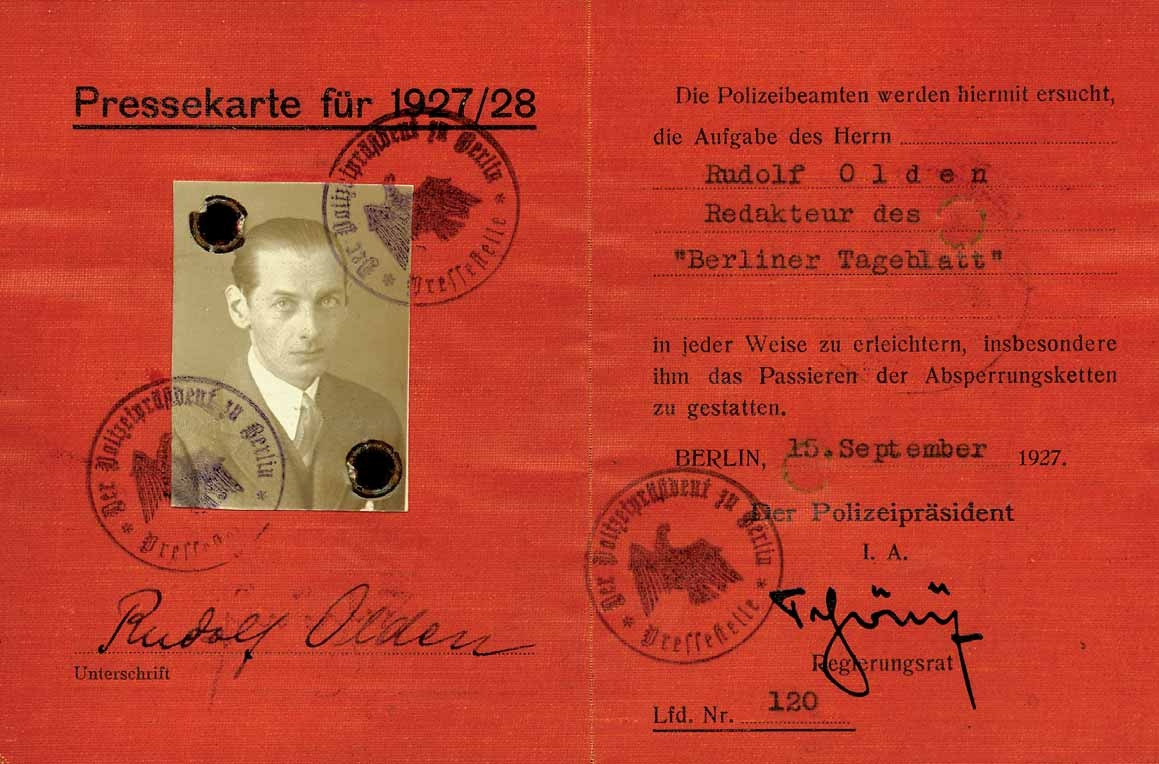
Pressekarte 1927/28

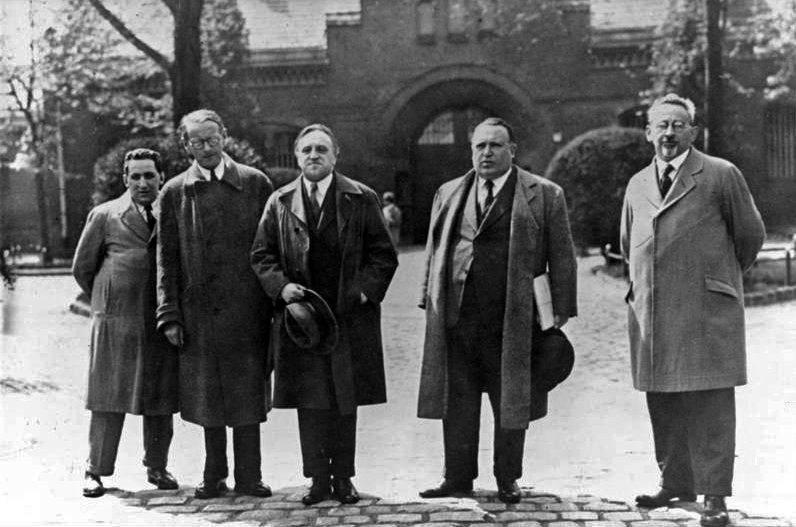
Vor der Strafanstalt in Berlin-Tegel. V. l. n. r.: Kurt Grossmann, Rudolf Olden, Carl von Ossietzky, Alfred Apfel, Kurt Rosenfeld

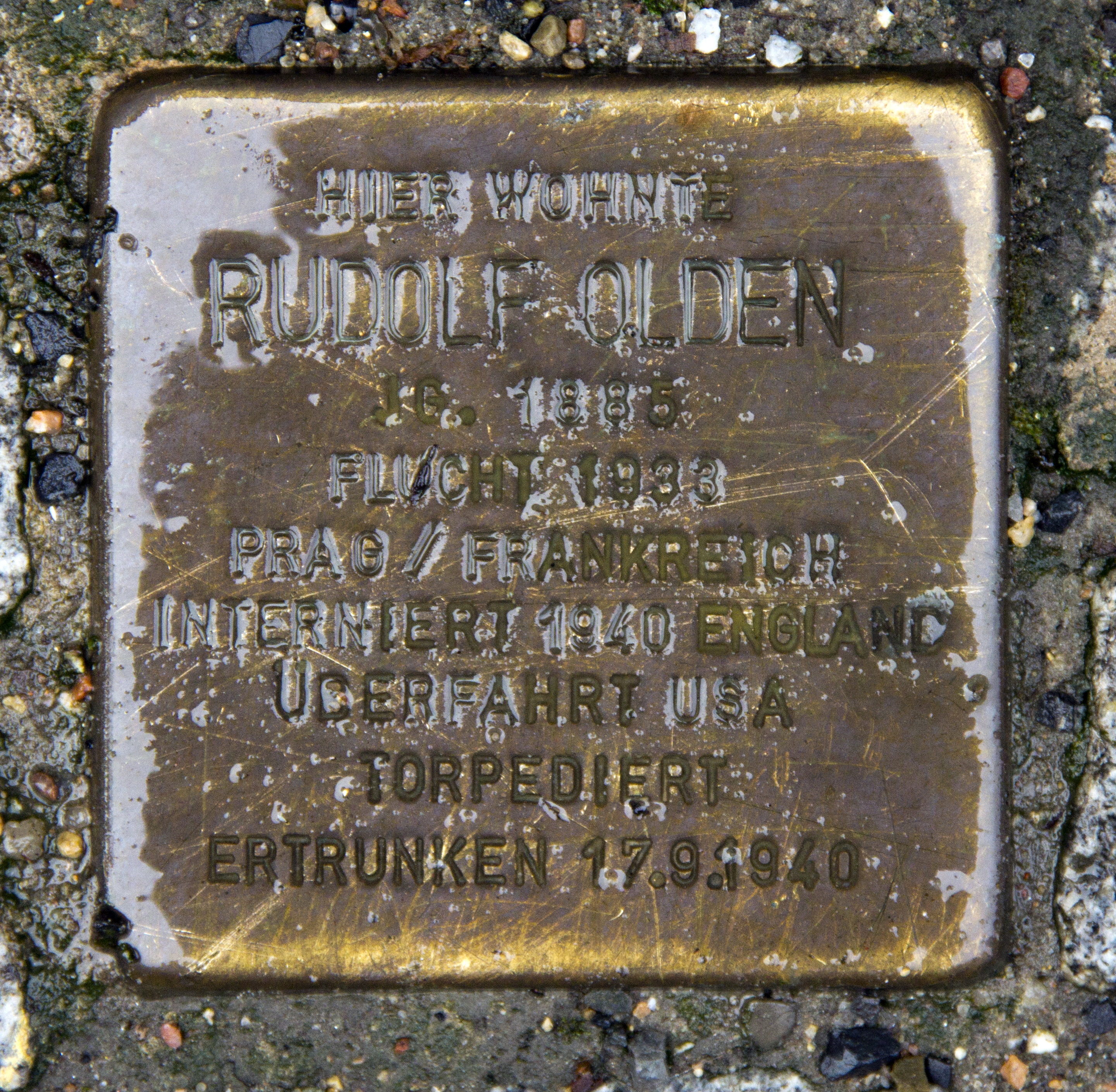
Stolperstein, Genthiner Straße 8, in Berlin-Tiergarten

Rudolf Olden (* 14. Januar 1885 in Stettin; † 18. September 1940 im Atlantik) war ein deutscher Journalist und Rechtsanwalt. Er war eine Persönlichkeit des öffentlichen Lebens der Weimarer Republik.

## Leben
Rudolf Olden war der Sohn des Schriftstellers Johann Oppenheim (seit 1891 Hans Olden) und seiner Ehefrau, der Schauspielerin Rosa Stein. Der Journalist und Schriftsteller Balder Olden war sein älterer Bruder; der Wirtschaftswissenschaftler Heinrich Bernhard Oppenheim und der Maler Moritz Daniel Oppenheim waren entfernte Verwandte.
Nach der Scheidung der Eltern blieb Olden mit seinem Bruder Balder und seiner Schwester Ilse bei der Mutter. Die Lebensumstände waren großbürgerlich, ermöglicht durch die Schwester der Mutter, Hedwig Fürstin zu Liechtenstein. Balder Olden schrieb später im mexikanischen Exil in der Zeitschrift Freies Deutschland über seinen Bruder: „Er war mit fünfzehn Jahren ein vollendeter Herr; kein Stäubchen an seinem stets gebügelten Anzug, von einer Höflichkeit, die eisig werden konnte, schlank, hochgewachsen, aristokratisch in jedem Gestus.“
Nach dem Abitur in seiner Heimatstadt folgte eine Ausbildung zum Juristen. Anschließend strebte Olden eine Karriere beim Militär an. Er begann als Freiwilliger beim Leib-Dragoner-Regiment (2. Großherzoglich Hessisches) Nr. 24 in Darmstadt, nahm an der Besetzung Belgiens und dem Einmarsch in Frankreich teil und kam im Frühjahr 1915 an die russische Front. Mehrfach ausgezeichnet, erlebte Olden das Ende des Ersten Weltkriegs als Oberleutnant. Seine Erfahrungen im Krieg änderten seine politischen Einstellungen vollständig. Er verließ die Armee und begann als Journalist für die pazifistische Zeitschrift Der Friede in Wien zu schreiben. Parallel dazu wurde Olden auch Redaktionsmitglied beim Neuen Tag.
1920 heiratete Olden die Psychoanalytikerin Marie-Christine Fournier, geschiedene Furtwängler, Tochter des Wiener Historikers Prof. August Fournier.
Während dieser Zeit befreundete sich Olden u. a. mit Arnold Höllriegel, Benno Karpeles, Egon Erwin Kisch und Alfred Polgar. Nach dem Konkurs der Zeitung Der neue Tag gründete Olden zusammen mit dem Schriftsteller Hugo Bettauer das Journal Er und Sie. Dieses Periodikum trug den Untertitel „Wochenschrift für Lebenskultur und Erotik“ und sorgte von der ersten Ausgabe an für kontroverse Diskussionen.
1926 wurde Olden vom Berliner Verleger Theodor Wolff nach Berlin in die Redaktion des Berliner Tageblatts geholt. Hier sorgte Olden schon bald mit seinen Leitartikeln zum politischen Tagesgeschehen für Furore und avancierte bereits nach kurzer Zeit als Chefredakteur zum Stellvertreter von Theodor Wolff. In Berlin heiratete Olden auch die Modedesignerin Isolde Boguth.
Als einer der bekanntesten Journalisten schrieb Olden u. a. auch für die Zeitschriften Die Menschenrechte, Das Tage-Buch und Die Weltbühne.
Ebenfalls 1926 wurde Olden als Rechtsanwalt zugelassen, und für einige Jahre übte er diesen Beruf auch aus. 1931 berief ihn die Liga für Menschenrechte in ihren Vorstand. Als am 4. August 1931 Kurt Tucholsky in der Weltbühne die Redewendung „Soldaten sind Mörder“ veröffentlichte, wurde der dafür verantwortliche Chefredakteur Carl von Ossietzky wegen „Beleidigung der Reichswehr“ angeklagt (Weltbühne-Prozess). Olden übernahm dessen Verteidigung und erreichte für Ossietzky einen Freispruch.
Am 17. Februar 1933 sprach Olden auf einer Versammlung des Schutzverbands deutscher Schriftsteller und lud für den zwei Tage später beginnenden Kongress Das Freie Wort in die Berliner „Krolloper“ ein; fast 1500 Künstler und Wissenschaftler (aber auch Politiker) folgten dieser Einladung. 1933 heiratete Olden in dritter Ehe die Psychoanalytikerin Ika Halpern (* 1908); mit ihr hatte er eine Tochter, die 1938 geborene Mary Elizabeth Olden, genannt „Kutzi“.
Am Tag nach dem Reichstagsbrand konnte Olden – durch Freunde gewarnt – gerade noch rechtzeitig einer Verhaftung entgehen. Er floh nach Prag, wo noch 1933 anonym sein Essay Hitler, der Eroberer. Die Entlarvung einer Legende als Broschüre im Malik-Verlag erschien. Von Prag ging Olden nach Paris, wo 1934 die vielbeachtete, von ihm herausgegebene Dokumentation Das Schwarzbuch. Tatsachen und Dokumente. Die Lage der Juden in Deutschland 1933 erschien. Noch im selben Jahr übernahm Olden die Leitung der Zeitung Das Reich in Saarbrücken und engagierte sich damit sehr im Kampf gegen den Anschluss des Saarlandes an das „Dritte Reich“.
Während dieser Zeit konnte Olden nur noch in Exilzeitungen publizieren, wie z. B. das neue Tage-Buch, Pariser Tageblatt oder Die Sammlung. Der Diplomat Gilbert Murray lud Olden auf Grund einiger dieser Aufsätze ein, in London und Oxford Vorlesungen über deutsche Geschichte und Innenpolitik zu halten.
Der Deutsche P.E.N.-Club im Exil fand ab 1934 (ohne dafür gewählt oder ernannt zu sein) in Olden einen äußerst gewissenhaften Sekretär. In dieser Funktion knüpfte er Kontakte, besorgte Visa und sorgte für materielle Unterstützung vieler Kollegen. Durch Oldens Vermittlung konnten Robert Musil und dessen Ehefrau – unterstützt vom Hilfswerk für deutsche Gelehrte – in die Schweiz emigrieren.
Im Jahre 1935 erschien im Querido-Verlag, Amsterdam, in deutscher Sprache Oldens Biographie Hitler, die 1936 auch in englischer Sprache im Verlag Gollancz, London, unter dem Titel Hitler the Pawn publiziert wurde.
1936 wurde Olden die deutsche Staatsbürgerschaft aberkannt. Als Staatenloser setzte er seine Arbeit als Sekretär des P.E.N. in London fort. Olden machte sich neben anderen stark für die Verleihung des Friedensnobelpreises an seinen Freund Carl von Ossietzky, den die Nationalsozialisten im Konzentrationslager Esterwegen gefangen hielten. Beim Kriegseintritt Großbritanniens wurde er interniert; schwer erkrankt nahm Olden 1940 einen Ruf als Dozent an die New School for Social Research in New York an. Schon vorher hatte das Ehepaar Olden seine Tochter Mary Elizabeth mit einem Kindertransport nach Kanada in Sicherheit gebracht. Der britische Passagierdampfer City of Benares, welcher Olden und seine Frau nach Kanada bringen sollte, wurde am 18. September 1940 im Atlantik vom deutschen U-Boot U 48 versenkt. Bei der Versenkung starben 248 Menschen, darunter Olden und seine Frau.

“He was a German Liberal of the best sort, rather more pugnacious than the average British Liberal, because he had more to fight against.”

„Er war ein deutscher Liberaler der besten Sorte, etwas kämpferischer als der durchschnittliche britische Liberale, weil er mehr zu bekämpfen hatte.“

## Werke
Werke in chronologischer Reihenfolge
- Stresemann. Eine Biographie. Rowohlt, Berlin 1929.
- Propheten in deutscher Krise. Das Wunderbare oder Die Verzauberten. Eine Sammlung. Hrsg. v. Rudolf Olden. Rowohlt, Berlin 1932, DNB 575685395.
- Hitler, der Eroberer. Die Entlarvung einer Legende. Malik, Prag 1933.
- Das Schwarzbuch. Tatsachen und Dokumente. Die Lage der Juden in Deutschland 1933. Comité des Délégations Juives, Paris 1934.[3]
- Warum versagten die Marxisten?  Verlag Europäischer Merkur, Paris 1934. Laut Ernst Loewy eine der scharfsinnigsten Untersuchungen  über das Versagen der Linksparteien, Sozialdemokraten und Kommunisten in der Weimarer Republik. in Ernst Loewy: Literarische und politische Texte aus dem deutschen Exil 1933-1945, Metzlersche Verlagsbuchhandlung, Stuttgart 1979, ISBN 3-476-00408-2, S. 82.
- Hitler. Querido, Amsterdam 1935 (Nachdrucke: Gerstenberg, Hildesheim 1981, ISBN 3-8067-0873-8; Fischer Taschenbuch, Frankfurt am Main 1984, ISBN 3-596-25185-0, mit dem richtigen Buchtitel auf dem Titelblatt und dem irreführenden Buchtitel Hitler der Eroberer auf dem Umschlag).
- Hindenburg oder der Geist der preussischen Armee. Verlag Europäischer Merkur, Paris 1935 (Nachdruck: Gerstenberg, Hildesheim 1982, ISBN 3-8067-0911-4).
- Die Geschichte der Freiheit in Deutschland. Verlag Das andere Deutschland, Hannover, 1948, DNB 453643426.

Autobiografische Schriften
- Rudolf und Ika Olden: In tiefem Dunkel liegt Deutschland. Von Hitler vertrieben, ein Jahr deutsche Emigration. Metropol Verlag, Berlin 1994, ISBN 3-926893-20-6.

Briefe
- Rudolf Olden, Peter Olden: Briefe aus den Jahren 1935–1936. Hrsg. von Charmian Brinson und Marian Malet. Verlag europäische Ideen, Berlin 1987.

## Ausstellungen
- 1981: So viele Bücher, so viele Verbote. Ausstellung „Der deutsche PEN-Club im Exil 1933–1948“. Buchhändler-Vereinigung, Frankfurt/M. 1981, ISBN 3-7657-1039-3.
- 2010: Rudolf Olden: Journalist gegen Hitler – Anwalt der Republik. Deutsche Nationalbibliothek, Frankfurt am Main.[4]